# Monte Logan
Il monte Logan è la montagna più alta del Canada e la seconda cima più elevata del Nord America dopo il monte McKinley in Alaska, appartenente ai Monti Sant'Elia (Catena Costiera Pacifica). Fu così chiamata in onore di sir William Logan Edmond, geologo canadese fondatore del  Geological Survey of Canada (GSC - commissione geologica del Canada).

## Descrizione

Il Monte Logan in un'animazione 3D

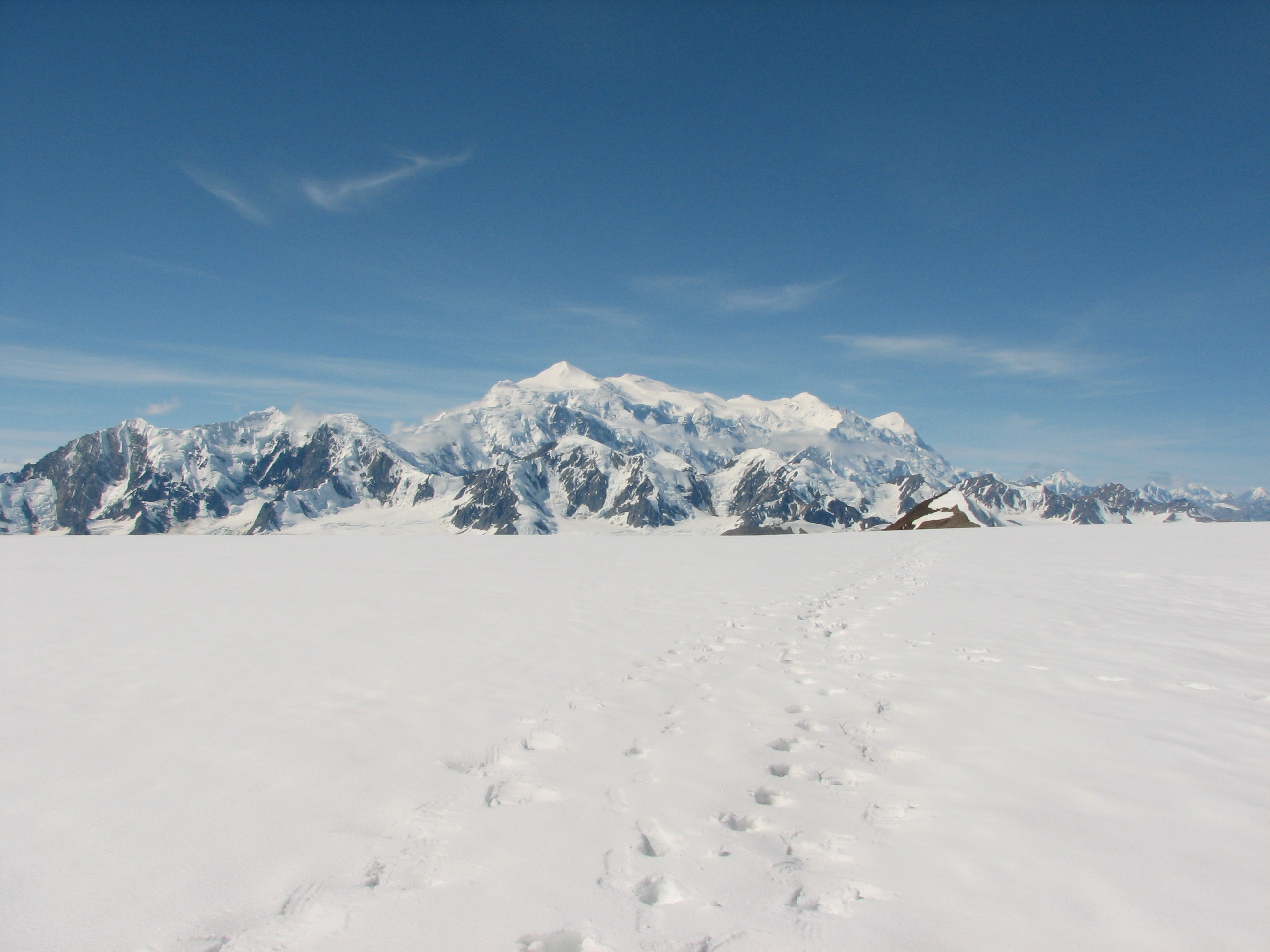
Il massiccio del Logan dal plateau

Posta all'interno del Kluane National Park and Reserve nel sud dello Yukon e alla base, è la montagna più larga e spaziosa del pianeta (perimetro).
A causa di movimenti tettonici il monte Logan in realtà è ancora in crescita. Prima del 1992 la sua esatta altezza era ancora incerta e misurazioni variavano dai 5959 metri a 6050 metri. Nel maggio 1992 una spedizione del GSC scalò il monte Logan e fissò l'attuale altezza in 5959 metri, utilizzando le coordinate GPS.
Le temperature sono estremamente rigide nei pressi del Logan. Il 26 maggio 1991 fu registrato il record di -77,5 °C in quota, che lo rende il record più basso di temperatura registrato sulla Terra (ancor più della Groenlandia), escludendo l'Antartide.
| Cime                          | Altezza | Latitudine (N) | Longitudine (O) |
| ----------------------------- | ------- | -------------- | --------------- |
| Mont Logan (picco principale) | 5.959   | 60°34′02″      | 140°24′10″      |
| Philippe Peak (ovest)         | 5.925   | 60°34′45″      | 140°25′56″      |
| Stuart Peak (est)             | 5.900   | 60°34′32″      | 140°21′55″      |
| Houston's Peak                | 5.720   | 60°35′06″      | 140°27′13″      |
| Prospector Peak               | 5.644   |                |                 |
| AINA Peak                     | 5.630   |                |                 |
| Russell Peak                  | 5.570   | 60°35′35″      | 140°28′02″      |
| Tudor Peak (nord)             | 5.559   | 60°36′59″      | 140°25′56″      |
| Saxon Peak (nord-ovest)       | 5.490   | 60°36′59″      | 140°29′28″      |
| Queen Peak                    | 5.380   |                |                 |
| Capet Peak (nord-ovest)       | 5.280   |                |                 |
| Catenary Peak                 | 4.097   |                |                 |
| Teddy Peak                    | 3.956   |                |                 |

## Ascesa
La prima ascesa del Monte Logan avvenne il 23 giugno 1925, ad opera di A.H. MacCarthy, H.F. Lambart, A. Carpe, W.W. Foster, N. Ready, A. Taylor.